# Kałacz-Kurtłak
Kałacz-Kurtłak (ros. Калач-Куртлак) – miejscowość (słoboda) w Rosji, w obwodzie rostowskim, w rejonie sowieckim. W 2010 liczyła 659 mieszkańców.